# Speedy J
Speedy J, de son vrai nom Jochem Paap, est un DJ et compositeur néerlandais de techno. Il sort ses premiers morceaux sur le label de Richie Hawtin et John Acquaviva, Plus 8, au début des années 1990.

## Biographie
Son premier album Ginger sort en 1993 sur le label Plus 8 de Richie Hawtin au Canada, tandis qu'au Royaume-Uni, il faisait partie de la série Artificial Intelligence de Warp Records consacrée à la musique électronique. G-Spot, également sur Warp, suit en 1995. Il sort ensuite un album live, !ive, sur son propre label Beam Me Up! En passant au label NovaMute, son travail, qui comprend Public Energy No.1 (1997) et sA Shocking Hobby (2000), devient plus expérimental.
« Dès la première impression, Public Energy No.1 se démarque nettement des précédentes productions de Speedy J... dans un renversement complet des rôles, il s'engage sur un territoire électro iconoclaste plus familier aux admirateurs d'autres pourvoyeurs comme Autechre, Aphex Twin, Mike Paradinas et Martin Damm dans son personnage Steel », écrit Andrez Bergen en 1998 pour le magazine australien Inpress.
En mars 2024, Speedy J annonce un album avec Surgeon sous le nom de Multiples, intitulé Two Hours or Something.  L'album sort le 17 mai 2024.

## Discographie
- 1991 : Pull over
- 1993 : Ginger (album)
- 2000 : A Shocking Hobby (NovaMute)[1]
- 2002 : Loudboxer (NovaMute)[1]
- 2024 : Two Hours or Something (avec Surgeon)